# Bruntál
Bruntál (in tedesco Freudenthal, in latino Vallis Gaudiorum, Vrudental) è una città della Repubblica Ceca, capoluogo del distretto di Bruntál, nella regione di Moravia-Slesia.

## Geografia fisica

### Territorio
Bruntál si trova in una valle tra le montagne del Hrubý Jeseník e le colline del Nízký Jeseník.
La città è circondata quindi da molte colline tra cui:
- Uhlířský vrch, 672 m;
- Vodárenský vrch, 599 m;
- Zadní Zelený vrch, 563 m;
- Kozinec, 639 m.

Vi sono diversi fiumi e torrenti che scorrono attraverso la città:
- il Torrente Nero (Černý potok) con i suoi tributari
- il Torrente della quercia (Bukový potok)
- il torrente della cavalla (Kobylí potok)
- Vodárenský potok.

Lo Stagno della quercia (Bukový rybník), con una superficie di 5 acri, è a circa 1 km a nord-ovest della città.
La diga di Slezská Harta (870 acri di dimensione - Povodí Odry 1998), è presente approssimativamente a 5 km a sud-est della città.
Ci sono molti residui dell'attività vulcanica dell'era quaternaria, ormai tutti vulcani estinti:
- Uhlířský vrch (672 m)
- Venušina sopka (655 m)
- Velký Roudný (780 m)
- Malý Roudný (770 m)

Questi vulcani sono parte delle Alture del sole (Slunečná vrchovina), che sono lunghe 16 km e sono presenti a sud da Bruntál a Moravský Beroun, esso include la più grande montagna delle Nízký Jeseník, il Monte Slunečná (800 m).

### Clima
| Dati meteo                         | Mesi  | Mesi  | Mesi  | Mesi    | Mesi    | Mesi    | Mesi    | Mesi    | Mesi    | Mesi    | Mesi    | Mesi    | Stagioni | Stagioni | Stagioni | Stagioni | Anno |
| Dati meteo                         | Gen   | Feb   | Mar   | Apr     | Mag     | Giu     | Lug     | Ago     | Set     | Ott     | Nov     | Dic     | Inv      | Pri      | Est      | Aut      | Anno |
| ---------------------------------- | ----- | ----- | ----- | ------- | ------- | ------- | ------- | ------- | ------- | ------- | ------- | ------- | -------- | -------- | -------- | -------- | ---- |
| T. max. media (°C)                 | 6     | 9     | 13    | 18      | 22      | 26      | 28      | 28      | 25      | 19      | 12      | 7       | 7,3      | 17,7     | 27,3     | 18,7     | 17,8 |
| T. min. media (°C)                 | −1    | 1     | 4     | 7       | 12      | 15      | 18      | 17      | 14      | 9       | 4       | 0       | 0        | 7,7      | 16,7     | 9        | 8,3  |
| Precipitazioni (mm)                | 70    | 57    | 67    | 68      | 79      | 88      | 64      | 80      | 58      | 66      | 87      | 62      | 189      | 214      | 232      | 211      | 846  |
| Umidità relativa media (%)         | 80    | 73    | 69    | 70      | 69      | 70      | 68      | 69      | 71      | 74      | 77      | 81      | 78       | 69,3     | 69       | 74       | 72,6 |
| Eliofania assoluta (ore al giorno) | 2     | 4     | 5     | 5       | 7       | 8       | 10      | 9       | 6       | 4       | 3       | 2       | 2,7      | 5,7      | 9        | 4,3      | 5,4  |
| Vento (direzione-m/s)              | ENE 1 | ENE 1 | ENE 1 | ESE 2,6 | ESE 2,6 | ESE 2,6 | SSE 1,0 | ESE 1,0 | ESE 1,0 | ENE 1,0 | ENE 1,0 | ENE 1,0 | 1,0      | 2,1      | 1,5      | 1,0      | 1,4  |

## Geologia
Bruntal giace sulla principale struttura montagnosa ceca, il massiccio ceco. La regione, che si estende da Brno a Krnov, è composta da rocce sedimentarie formate durante l'epoca Carbonifera (periodo chiamato in ceco Kulm).
Il territorio è ricco di torbiditi e ardesia, che danno all'aria un caratteristico odore, ed al terreno una colorazione tendente al nero. L'ardesia è molto usata nella copertura dei tetti.
Nella parte ovest di Bruntal si trova ardesia mista a zirconio ed apatite più alcuni depositi alluvionali. I torrenti ed i fiumi hanno sabbia fluviale e ciottoli sulle loro rive.
Il sito più interessante, almeno dal punto di vista geologico, rimane quello della collina del carbone (Uhlířský vrch), un vulcano stratificato sia da eruzioni esplosive che effusive di roccia piroclastica.
Il 40-80% è composto da lapilli, 10-50% da bombe vulcaniche, il resto è composto da polveri vulcaniche (Zapletal 1995).
il colore delle rocce piroclastiche varia dal marrone al giallo. La fase effusiva è vecchia approssimativamente 2,4±0,5 milioni di anni e data dal Pliocene.

## Origini del nome
L'origine del nome "Bruntál" viene dal tedesco Freudenthal che significa "valle allegra". In passato fu supposto che il nome di Bruntál derivasse da quello del vescovo di Olomouc, Bruno da Schauenburk, ossia Bruno-thal.
Il nome ceco di Bruntál apparì per la prima volta nel 1456 in un atto di proprietà terriera. Il testimone ivi citato è «il sindaco di Bruntál».

## Storia

### Seconda guerra mondiale
Bruntál è stata la sede di uno dei 45 sottocampi del campo di concentramento di Auschwitz.

## Monumenti e luoghi d'interesse

### Architetture religiose

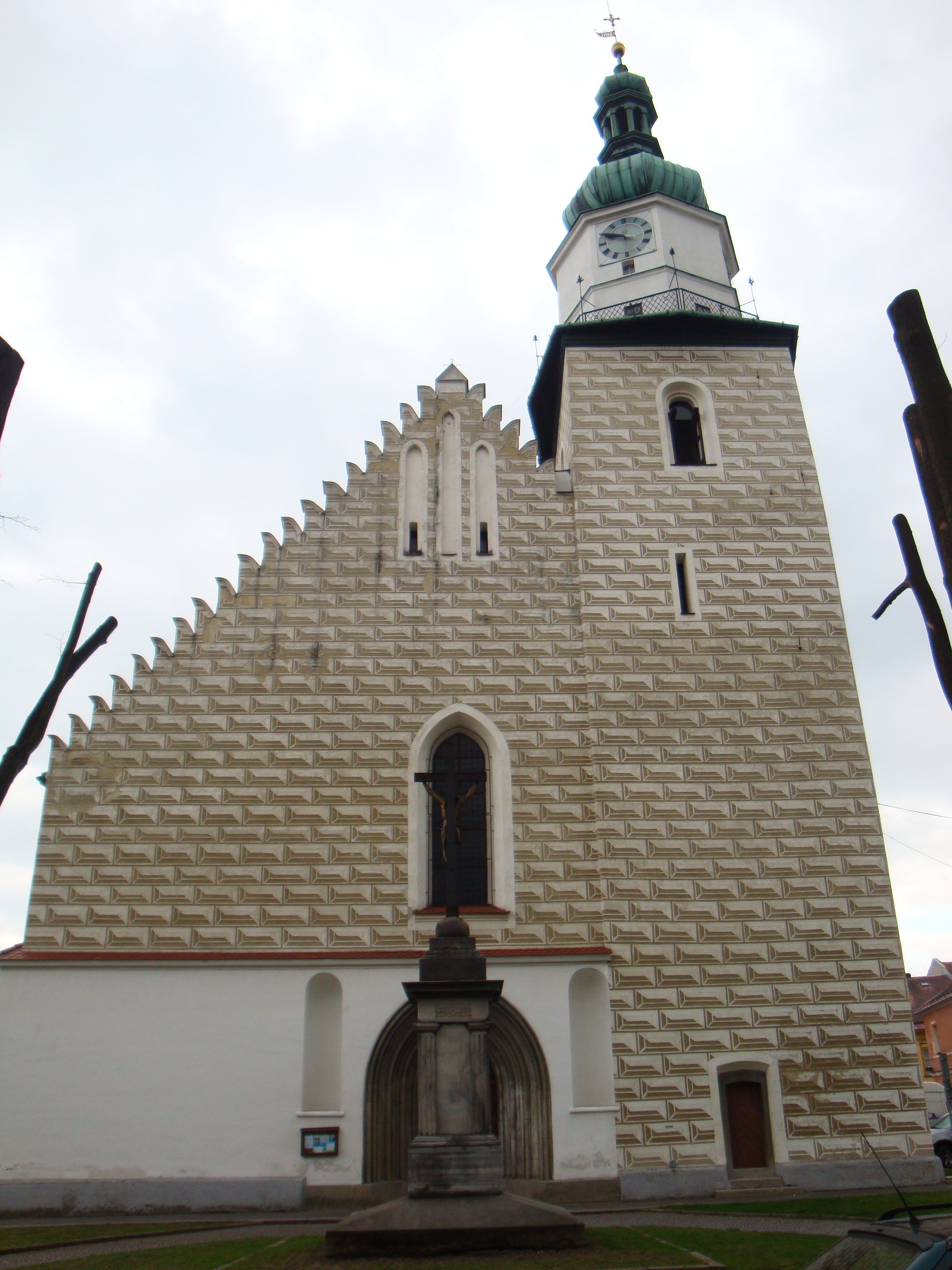
La chiesa di Santa Maria Assunta

- Chiesa Evangelica (Evangelický kostel)
- Chiesa di Santa Maria Assunta (Kostel nanebevzetí Panny Marie)
- Chiesa di Santa Maria Ausiliatrice (Kostel Panny Marie Pomocné)
- Chiesa di Santa Maria della Consolazione con il monastero annesso (Komplex kostela Panny Marie Utěšitelky a kláštera piaristů), che conserva tre pale di Jan Kryštof Handke con l'Apparizione della Madonna a san Giuseppe Calasanzio (firmato e datato 1749 sul retro della tela), con Santa Tecla, del 1752, e con l'Apparizione della Madonna che annuncia a san Pio V la vittoria di Lepanto, del 1763[1]
- Cappella di San Michele (Hřbitovní kaple Sv. Michala)

### Architetture militari e civili

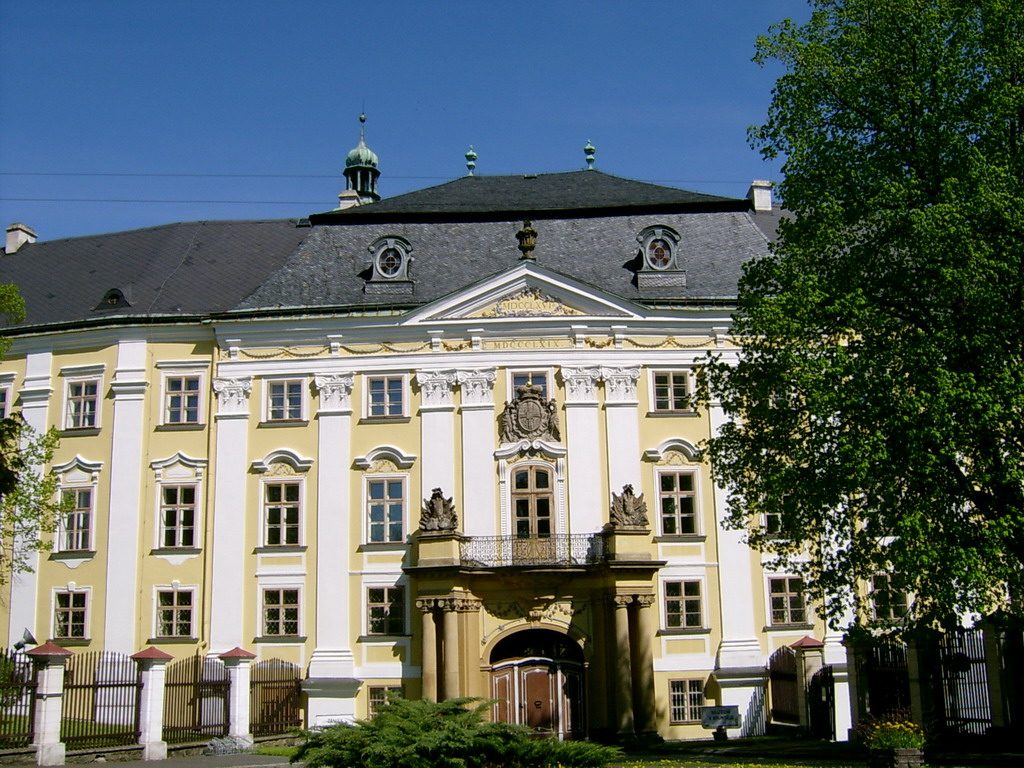
Esterno del castello

- Castello di Bruntál: rappresenta il monumento più importante non solo della città, ma dell'intera regione.[2] L'edificio originale fu costruito nel XV secolo dai signori di Vrbno ed era un tipico castello tardogotico; nel XVI secolo venne ricostruito in stile rinascimentale nordico, e negli anni 1766-1769 fu rimaneggiato in stile barocco.  In seguito, fu ristrutturato tra la fine del XIX e l'inizio del XX secolo. Dal 1621 al 1938 il castello fu di proprietà dell'Ordine Teutonico. All'interno sono conservati gli arredi originali, con una ricca collezione pittorica, l'armeria e la biblioteca. Il castello è anche sede del museo regionale. Il parco prende origine nel XVI secolo. A metà del XVII secolo, poi, l'Ordine teutonico costruì il giardino. La dimensione di tutto il parco è maggiore di 2,5 acri. Nel parco si trovano i resti delle mura della città, un bastione, la "Sala terrena" e anche statue dal XVIII e XIX secolo.

## Cultura
- Il cinema Kino Centrum
- Il teatro di Bruntál
- La casa della cultura di Bruntál
- La biblioteca (in via Brožíková)
- La Galleria nella Cappella (Galerie v Kapli)

### Istruzione

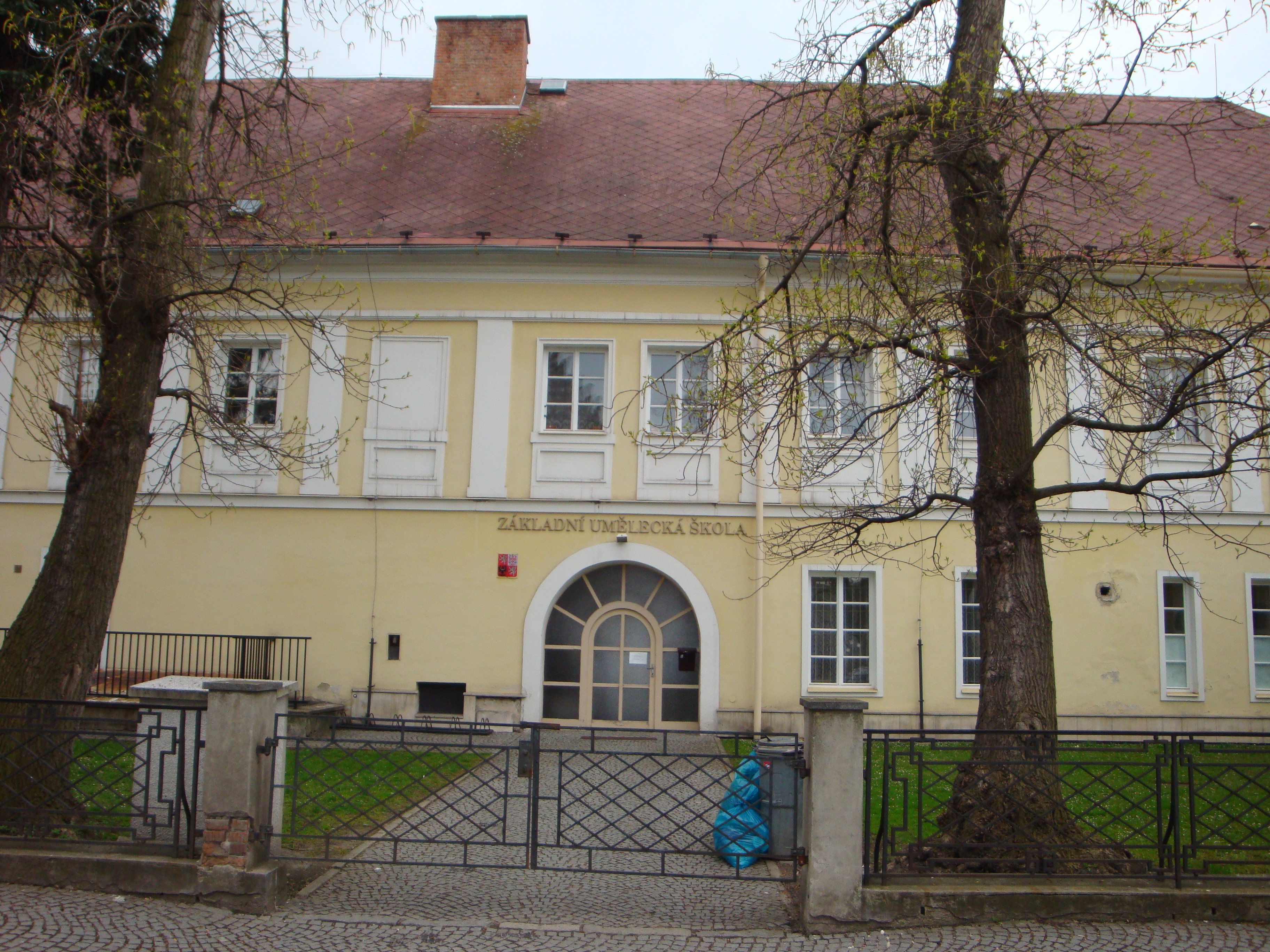
La scuola dell'arte

Vi sono diversi istituti scolastici in città:
- 4 scuole elementari
- 2 licei
- 2 scuole medie
- 3 scuole superiori
- la filiale dell'Università dell'attività di Ostrava
- la scuola dell'arte in Piazza di Jan Žižka

## Amministrazione

### Gemellaggi
- Opole, dal 1992
- Büdingen, dal 1999
- Štúrovo, dal 2002
- Castellarano, dal 2002
- Plungė, dal 2005

## Galleria d'immagini

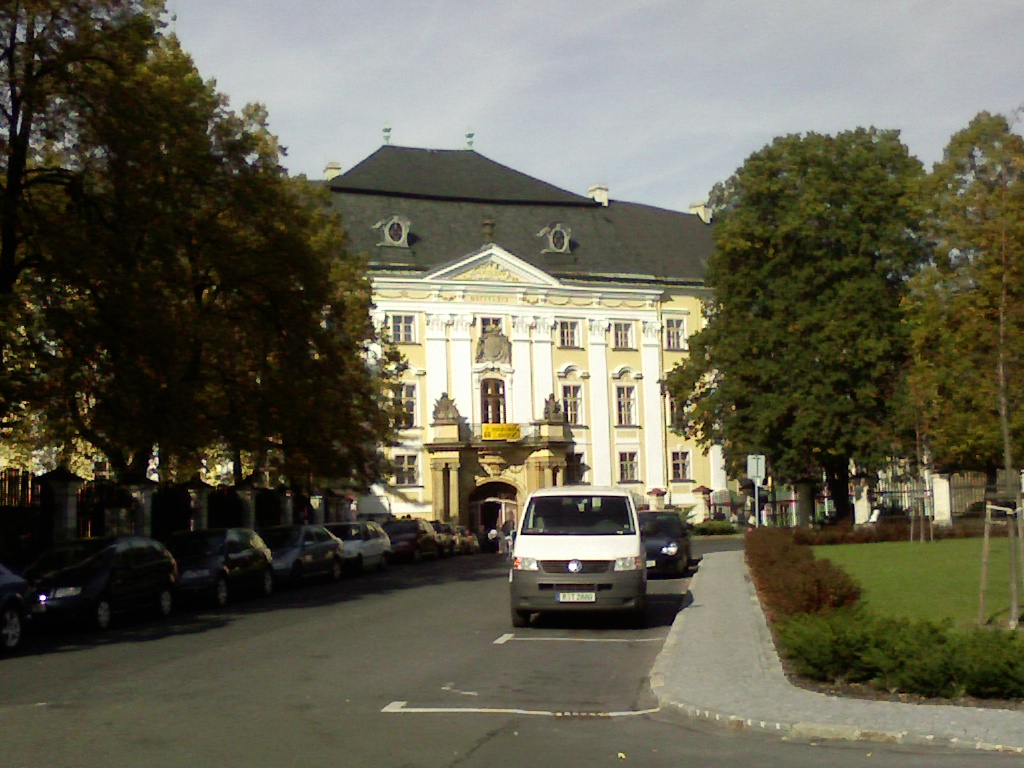
Il castello di Bruntal
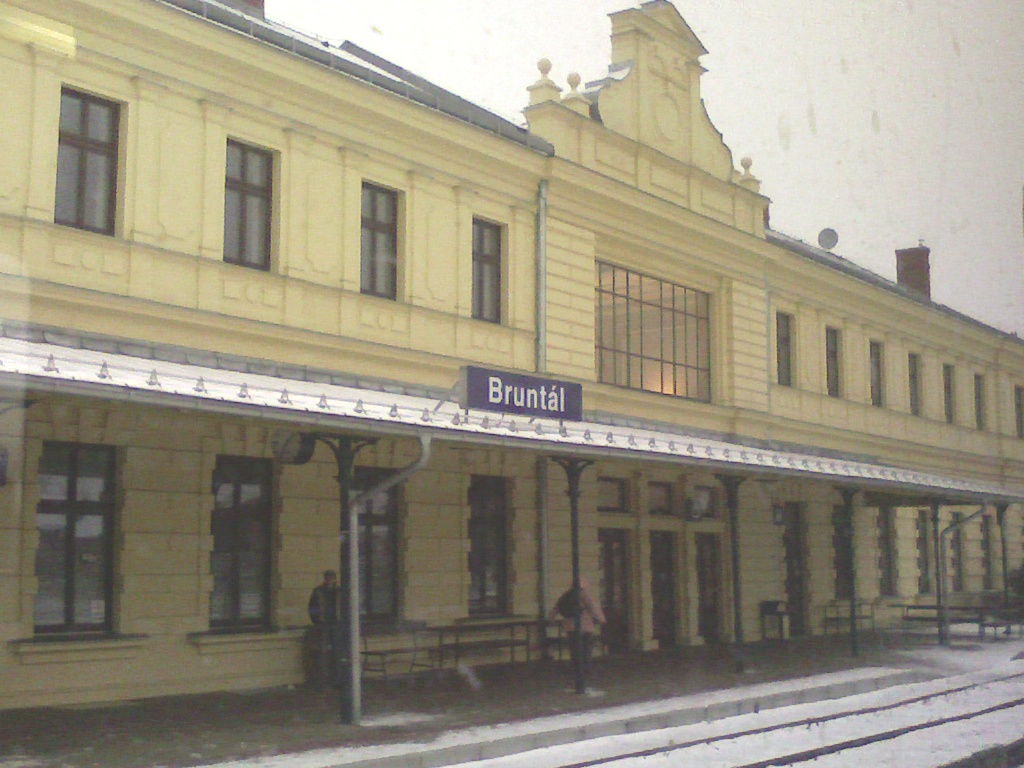
Stazione Dei Treni
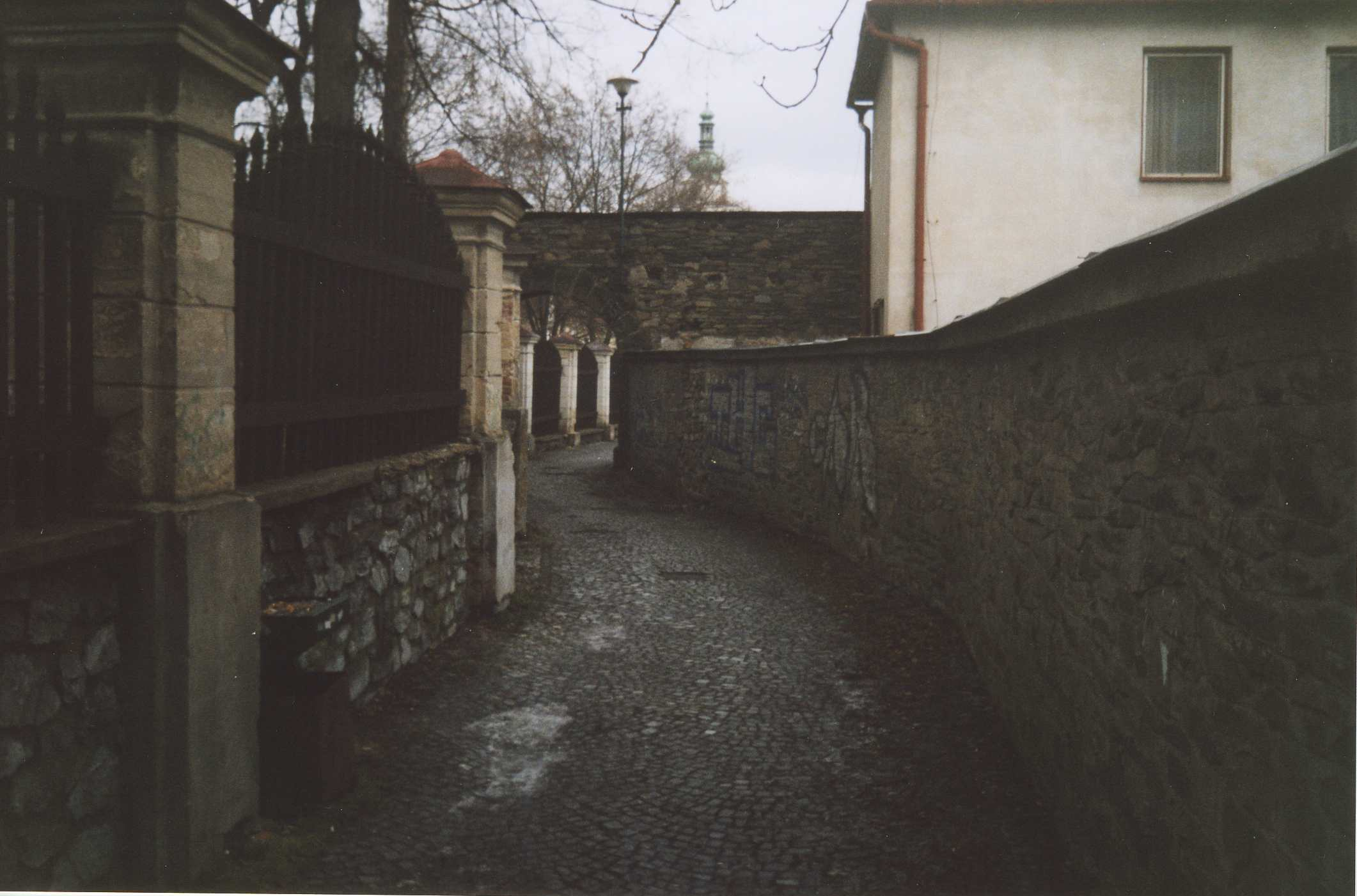
Resti delle Mura
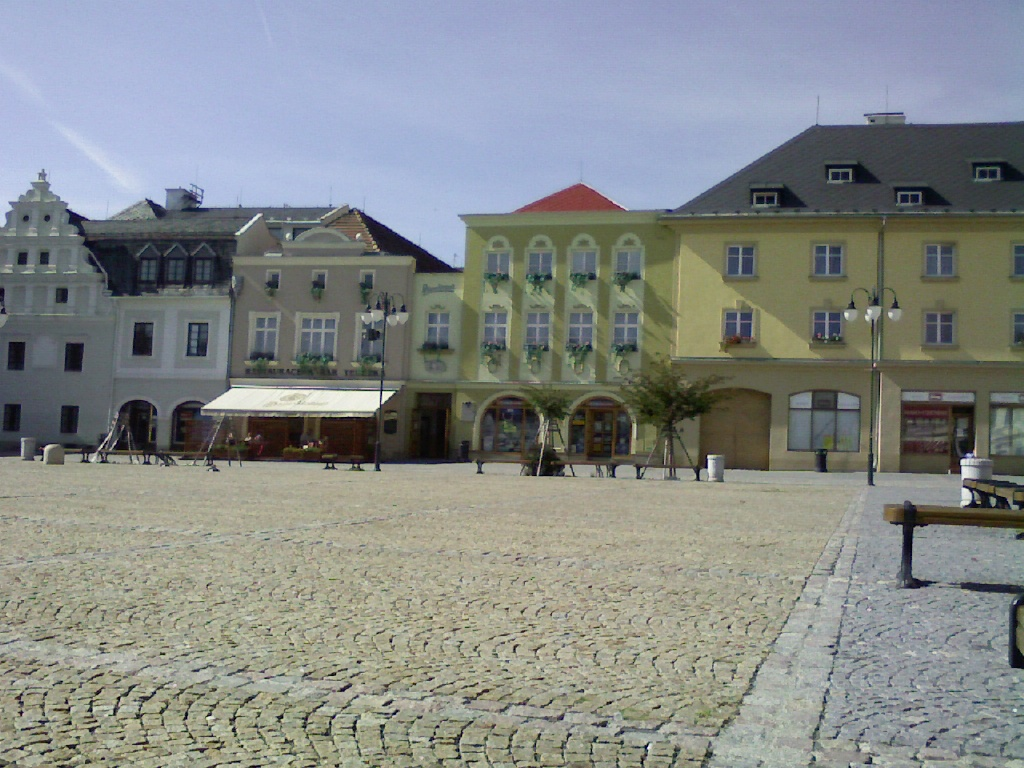
La piazza Náměstí Míru
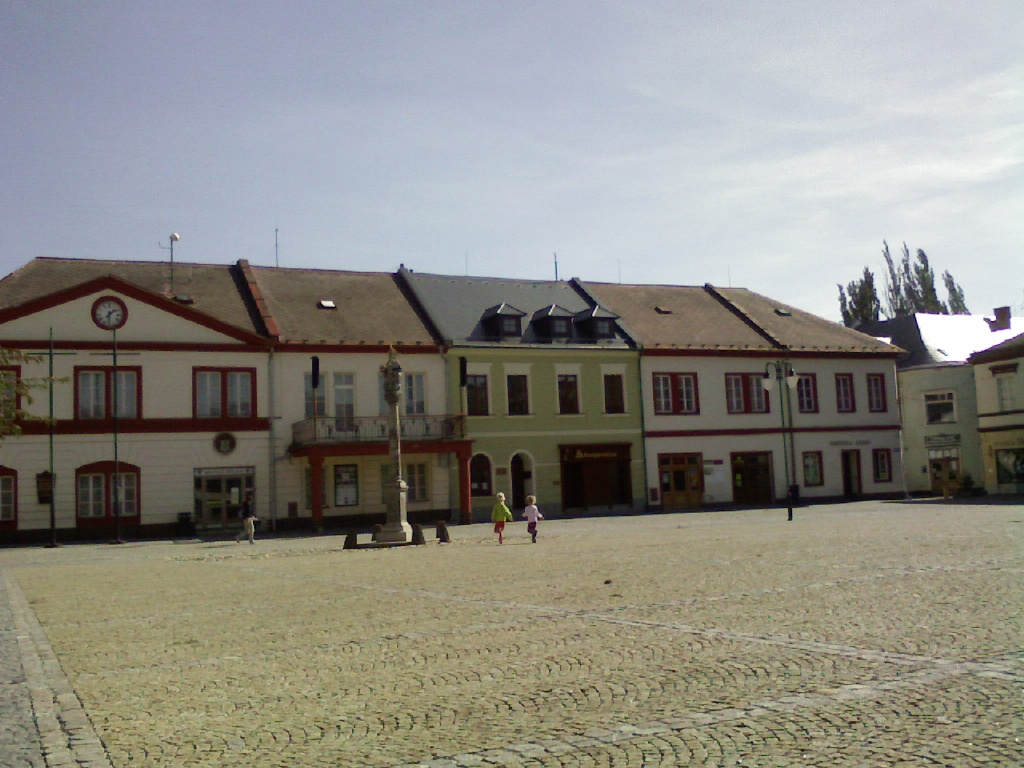
La piazza Náměstí Míru
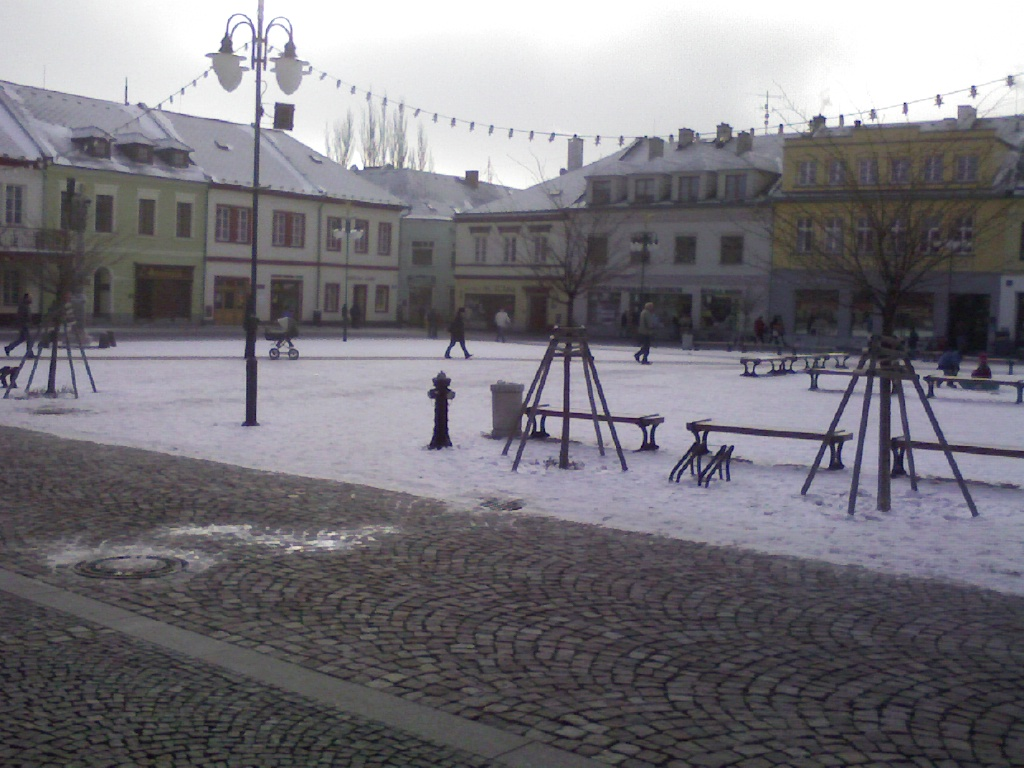
La piaza Náměstí Míru
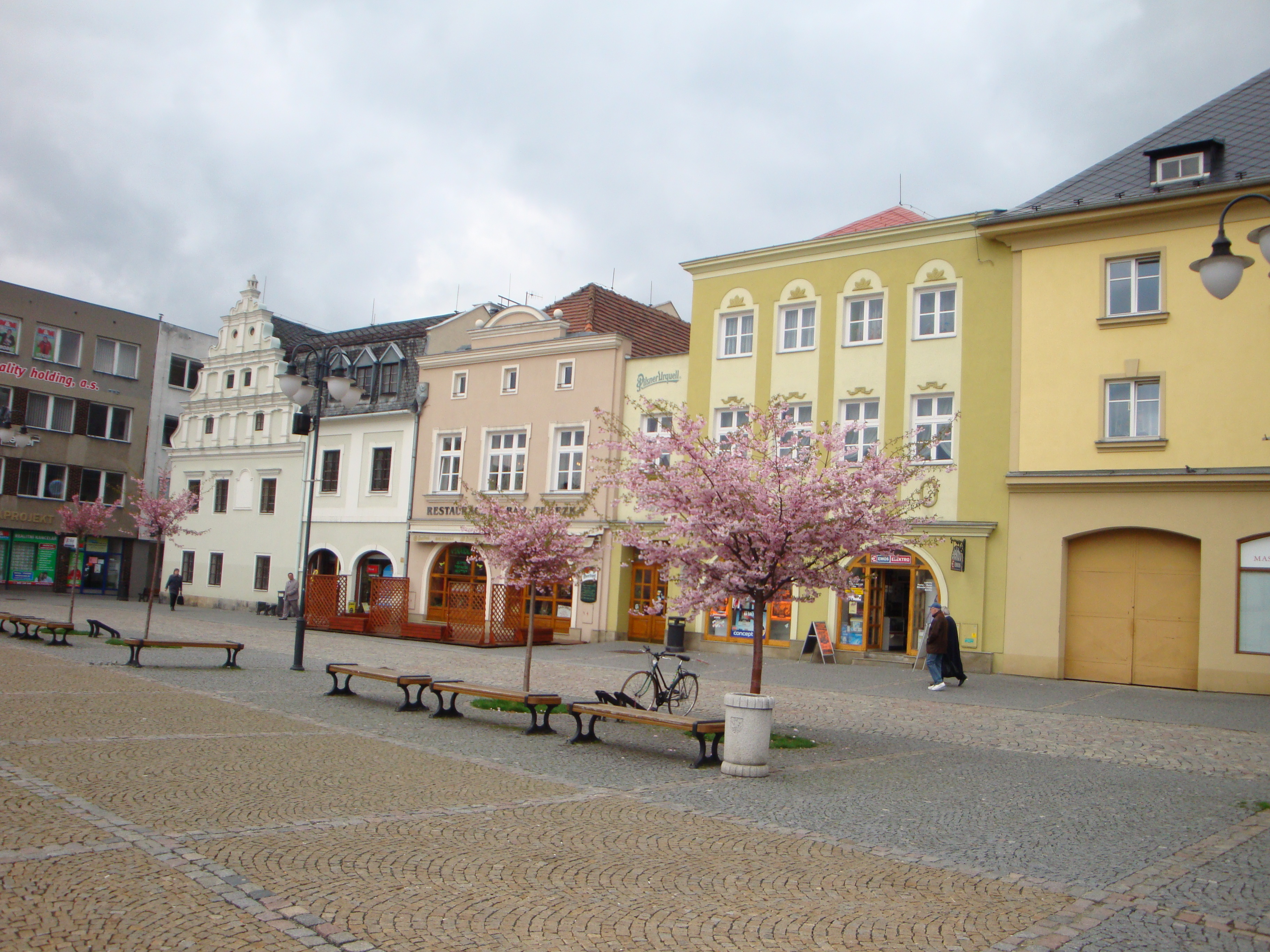
La piazza Náměstí Míru
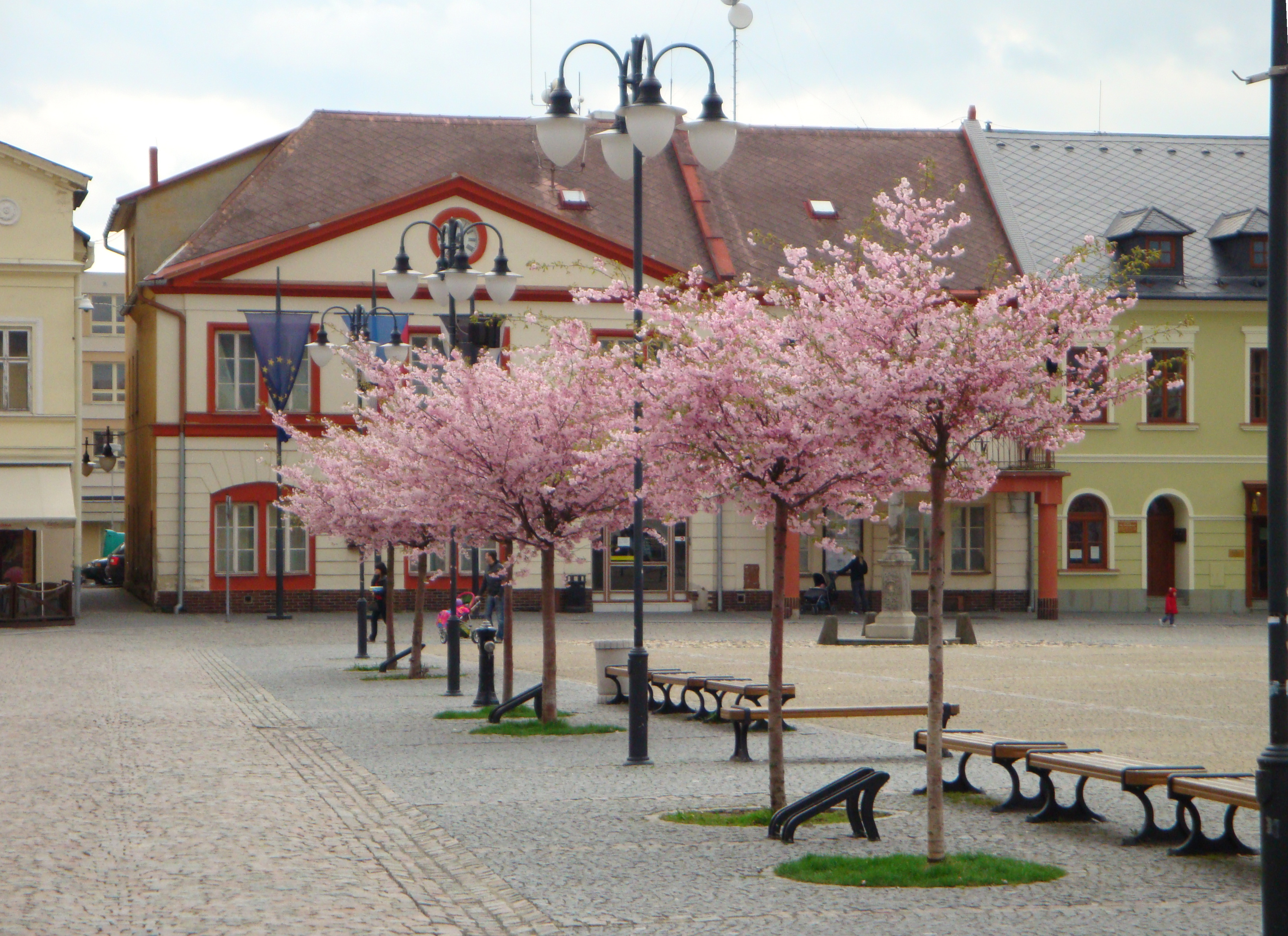
Il municipio in Piazza Náměstí Míru
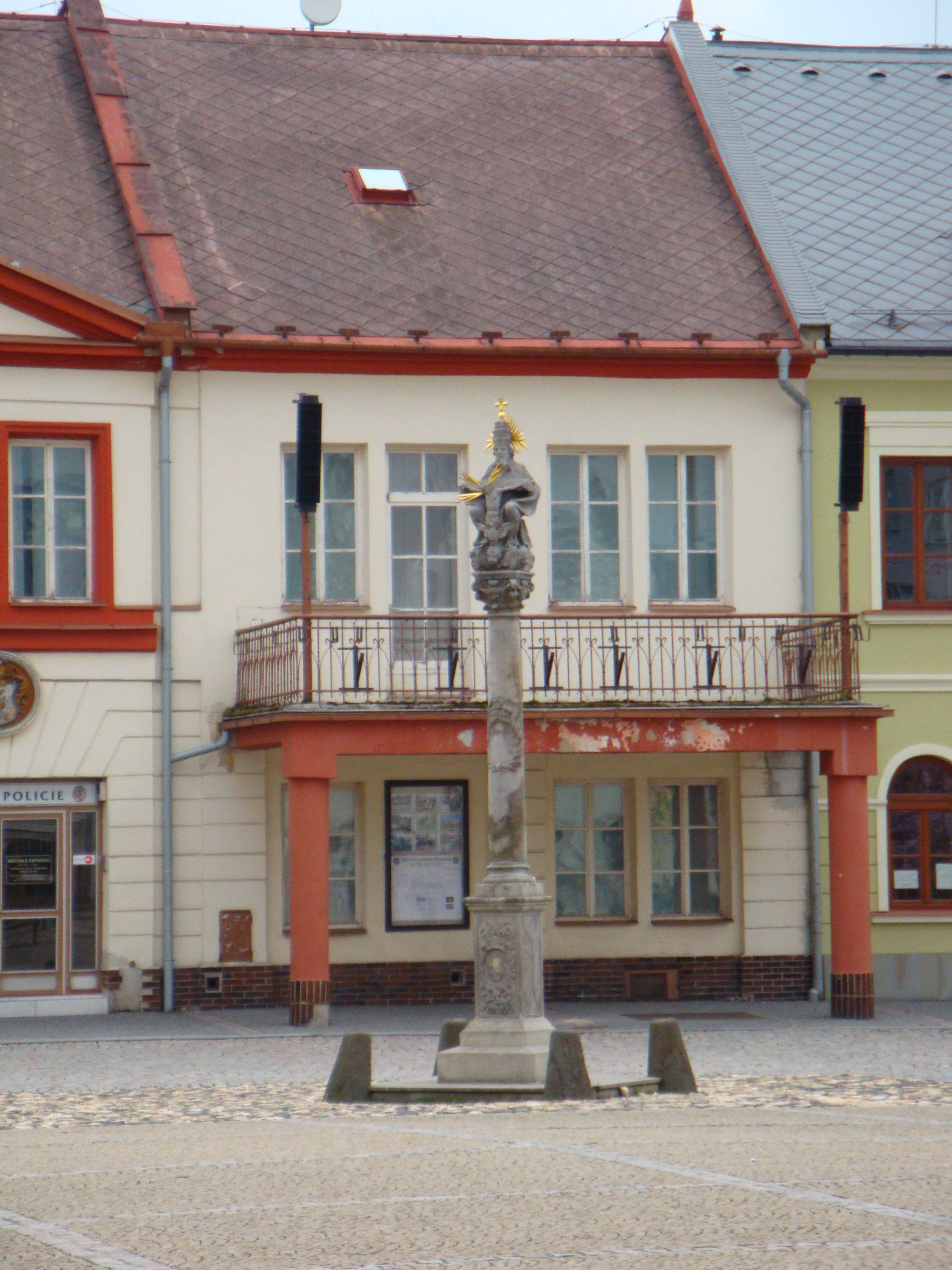
La colonna della peste
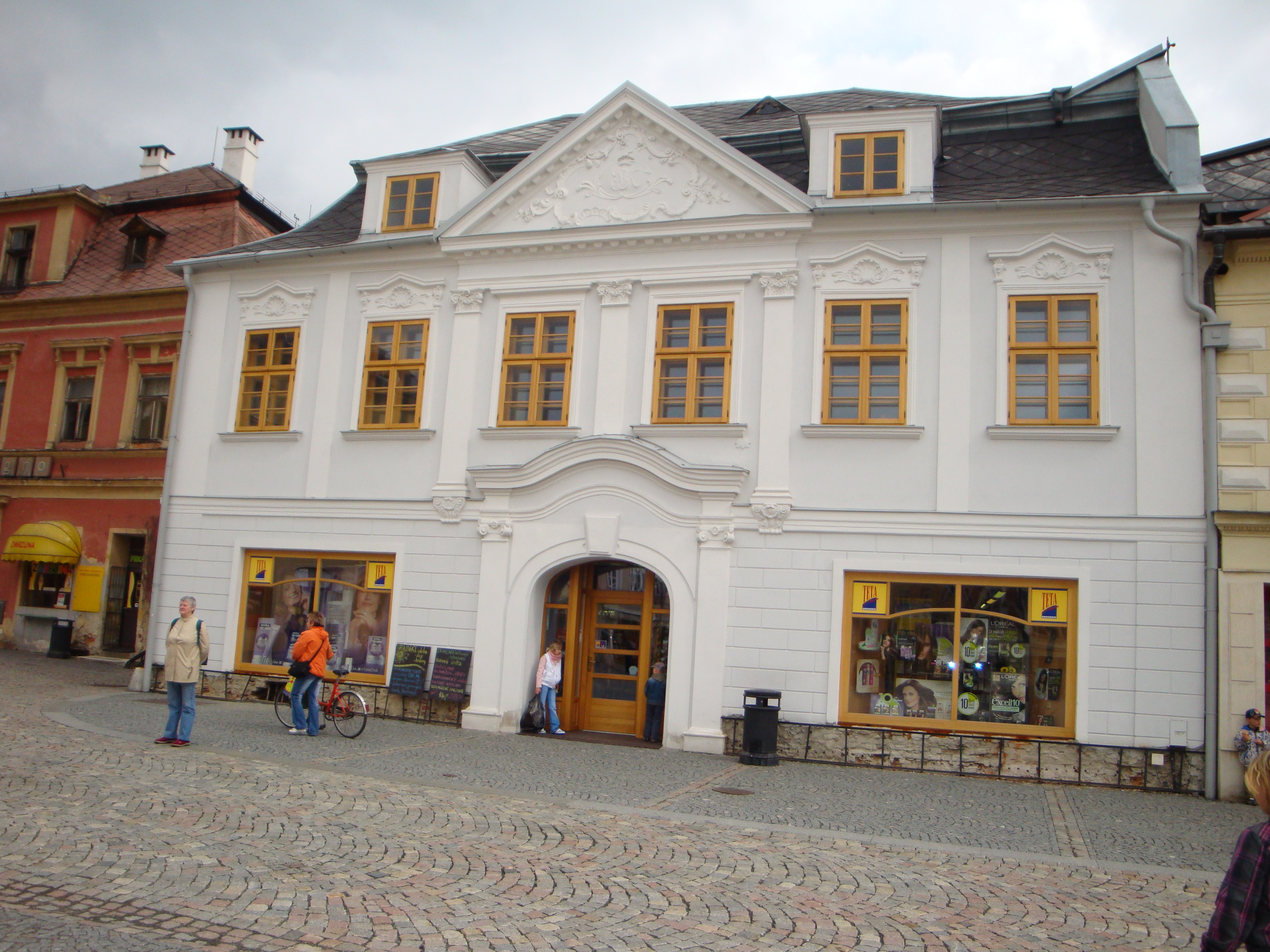
Una delle case della piazza Náměstí Míru
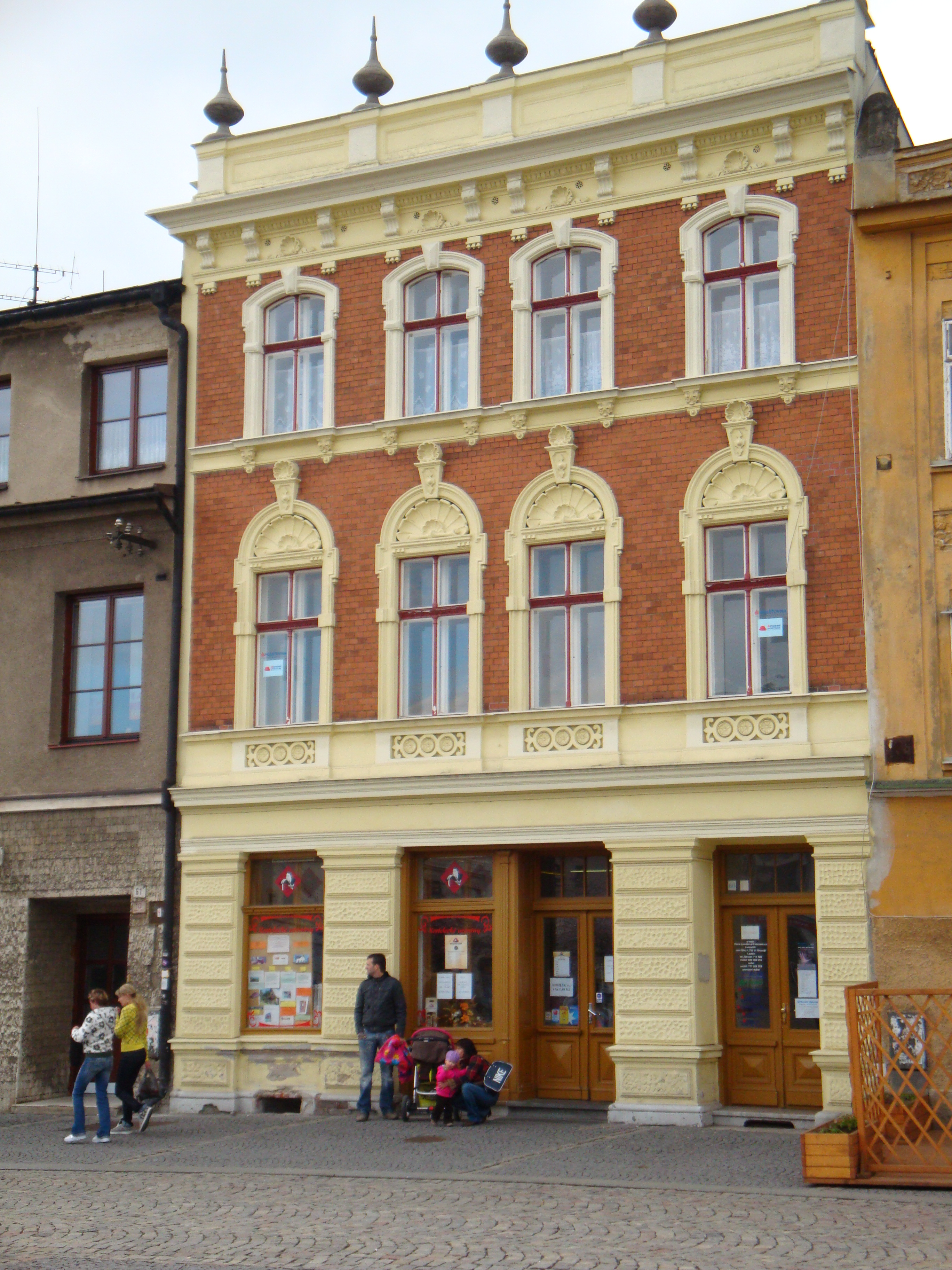
Una delle case della piazza Náměstí Míru